# Winterfeldtplatz
La Winterfeldtplatz est une place de Berlin au nord du quartier de Schöneberg. C'est une place rectangulaire orientée nord-sud de 280 mètres de longueur sur 80 mètres de largeur. La Maaßenstraße la relie au nord à 200 mètres à la Nollendorfplatz desservie par le métro de Berlin (lignes 1, 2, 3 et 4). L'axe nord continue encore jusqu'à la Grande Étoile et la Colonne de la Victoire.

## Historique
Les plans d'une place C sont conçus en 1862 dans le cadre du plan d'urbanisme de James Hobrecht (le baron Haussmann berlinois) concernant les faubourgs de Berlin. Elle est construite en 1890 et bordée d'immeubles d'habitation bourgeois bâtis jusqu'au début du XXe siècle et au nord par la nouvelle église catholique Saint-Matthias, construite en architecture néogothique et consacrée en 1895, qui domine l'ensemble de sa haute flèche atteignant 93 mètres (détruite à la fin de la Seconde Guerre mondiale et non reconstruite).
La place reçoit sa dénomination actuelle en 1893 en l'honneur du général Hans Karl von Winterfeldt (1707-1757), proche du roi Frédéric le Grand. Le côté est faisait alors partie de Berlin, le côté ouest du faubourg de Schöneberg, intégré en 1920 au Grand Berlin. Parmi les curés de la paroisse, l'on peut distinguer le futur cardinal von Galen (1878-1946), de 1919 à 1929, et ensuite de 1929 à 1941 l'abbé Albert Coppenrath (de) (1883-1960), surnommé la tête dure de la Winterfeldtplatz par les autorités nationales-socialistes qui le renvoient en 1941.
La plupart des édifices du quartier et de la place sont détruits pendant la bataille de Berlin, mais quelques-uns demeurent et ont été restaurés. Certains - outre l'église - font partie du patrimoine protégé de Berlin, comme ceux de l'angle Goltzstraße - Winterfeldtstraße (1887). Le côté ouest de la place (la Goltzstraße) a été reconstruit en partie après les destructions de la guerre, et comprend entre autres le foyer Graf-von-Galen-Jugendheim, l'immeuble d'habitation de la Caritas Kardinal-Galen et l'école Sankt-Franziskus gérée selon la méthode Montessori qui se trouve à l'angle de la Hohenstaufenstraße (édifice classé). Le côté est (Gleditschstraße) est dominé par des bâtiments modernes construits dans les années 1990.
L'endroit a été rénové dans les années 1980-1990 et la place est devenue un lieu d'habitation prisé de la classe moyenne aisée. Des antiquaires ont ouvert des enseignes depuis les années 1990. Un marché s'y tient depuis 1990 tous les mercredis de 8 heures à 13 heures et tous les samedis de 8 heures à 15 heures. C'est l'un des hauts lieux d'approvisionnement de la gastronomie berlinoise avec environ 250 étals. Les autres jours, la place est fréquentée par la jeunesse du quartier qui s'exerce au roller ou à la planche à roulettes. Les rues Winterfeldtstraße, Maaßenstraße, Pallasstraße et Goltzstraße et les rues avoisinantes sont connues aussi aujourd'hui par leurs nombreux restaurants et cafés prisés des Berlinois.
Nelly Sachs (1891-1970), juive allemande prix Nobel de littérature en 1966, pour « son interprétation tragique du destin d'Israël », est née aux abords de la place, à la Maaßenstraße au numéro 12 (plaque commémorative), en 1891. Le futur chef d'orchestre Wilhelm Furtwängler (1886-1954) est né au numéro 1 de la Maaßenstraße (plaque commémorative).

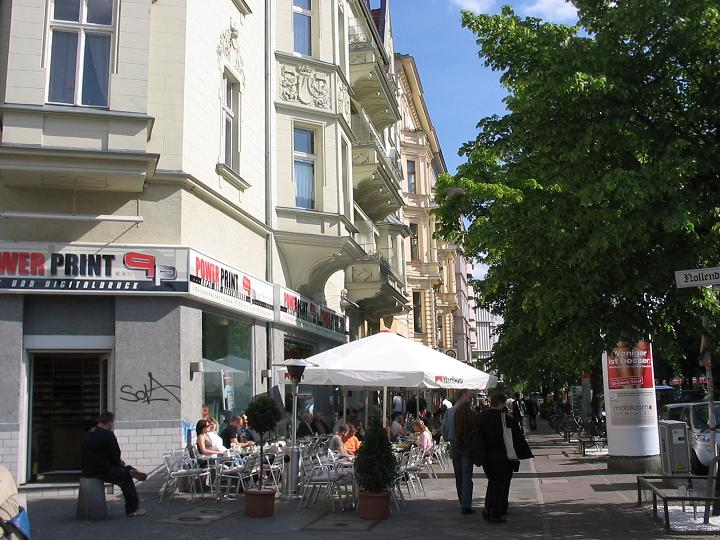
Angle de la place formé par la Nollendorfstraße et la Maaßenstraße
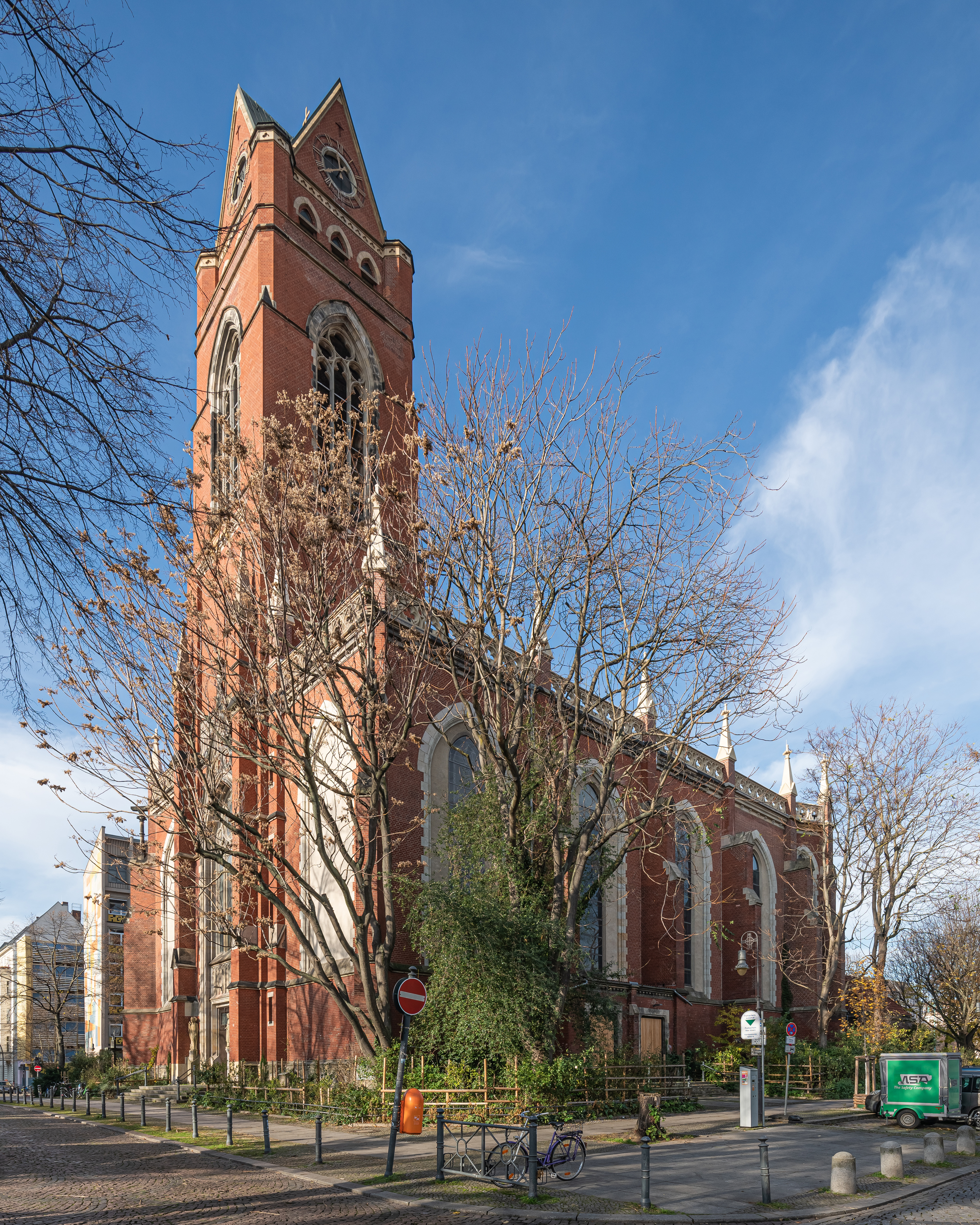
Clocher de l'église Saint-Matthias de Berlin